# Five Blues Lake
Five Blues Lake är en sjö i Belize. Den ligger i distriktet Cayo, i den centrala delen av landet, 23 km sydost om huvudstaden Belmopan.